# Ramón Carretero
Ramón Carretero Marciacq (Ciudad de Panamá, 26 de noviembre de 1990) es un ciclista panameño. Fue miembro del Movistar Continental en 2012 y en 2013 fichó por el equipo italiano Vini Fantini-Selle Italia llamado posteriormente Southeast.

## Palmarés
2009
- Tour de Panamá, más 1 etapa

2010
- Tour de Panamá, más 2 etapas

2011
- Campeonato de Panamá Contrarreloj
- Tour de Panamá, más 1 etapa
- Vuelta a Chiriquí, más 2 etapas

2012
- Campeonato de Panamá Contrarreloj
- Tour de Panamá, más 3 etapas

2013
- 3.º en el Campeonato de Panamá Contrarreloj

## Resultados en Grandes Vueltas
| Carrera | Carrera         | 2012 | 2013 | 2014 | 2015 |
| ------- | --------------- | ---- | ---- | ---- | ---- |
|         | Giro de Italia  | —    | —    | Ab.  | Ab.  |
|         | Tour de Francia | —    | —    | —    | —    |
|         | Vuelta a España | —    | —    | —    | —    |

—: no participa

Ab.: abandono